# Auslandskrankenversicherung
Die Auslandskrankenversicherung ist eine Untergruppe der Krankenversicherung, sowohl als Bestandteil der privaten Krankenversicherung als auch der Krankenversicherung im Rahmen des Allgemeinen Sozialversicherungsgesetzes in Österreich. Im Rahmen des Allgemeinen Sozialversicherungsgesetzes gilt in vielen Ländern Reiseversicherungsschutz im Krankheitsfall im Sinne eines bilateralen Sozialversicherungsabkommens zwischen einzelnen Ländern.

## Deckungsgrad
Eine Auslandskrankenversicherung deckt in der Regel Kosten von akut auftretenden körperlichen Krankheiten, Operationen, notwendigen Arznei- und Heilmitteln, Zahnbehandlungen oder auch den medizinisch notwendigen Rücktransport aus dem Urlaubsland.
StandardPolicen decken meist einen Zeitraum von sechs Wochen ab. Abzugrenzen ist die Auslandskrankenversicherung von Policen, die Auslandsaufenthalte ab drei Monaten versichern. Auslandskrankenversicherungen werden oft auch als Zusatzleistungen von Kreditkarten, Mitgliedschaften bei Automobilclubs oder Krankenzusatzversicherungen angeboten.
Die gesetzliche Krankenversicherung übernimmt zwar innerhalb der Europäischen Union einen Teil der anfallenden Kosten, falls es zum Krankheitsfall kommt, doch einen Großteil der Kosten müssen Versicherte dennoch selbst zahlen, etwa wenn ein Rücktransport in die Heimat medizinisch notwendig wird. Die Stiftung Warentest hat im Mai 2013 40 Angebote zur Auslandsreise-Krankenversicherung getestet. Rund ein Drittel der geprüften Tarife erhielt von der Verbraucherorganisation das Testurteil Sehr gut. Die Tester weisen allerdings darauf hin, dass sich insbesondere chronisch Kranke darüber bewusst sein müssen, dass die Versicherung nur Notfälle abdeckt. Auch in Nachfolgetests im Jahr 2014 und 2017 stellte die Stiftung Warentest fest, dass sich der Schutz der Policen generell verbessert habe. Die Tester raten Kunden mit älteren Verträgen deshalb, einen Wechsel der Police zu erwägen.

## Langzeitversicherung
Eine besondere Stellung unter den Reisekrankenversicherungen nimmt die Langzeitreisekrankenversicherung ein, die je nach Versicherer bis zu fünf Jahre Höchstreisedauer erlaubt. Viele Langzeitreisekrankenversicherungen bieten neben regelmäßigen Vorsorgeuntersuchungen auch die Kostenübernahme von Geburten und Versicherungsschutz während der Arbeitszeit, was wiederum bei Personen, die im Ausland nicht nur reisen, sondern auch arbeiten wollen, wichtig ist. Einen großen preislichen Unterschied bei den Versicherungsbeiträgen gibt es, wenn Kanada beziehungsweise die Vereinigten Staaten von Amerika als Reiseziel angegeben werden, da das nordamerikanische Gesundheitssystem erheblich teurer ist als in allen übrigen Ländern.